# Georg Bauer (Domherr)

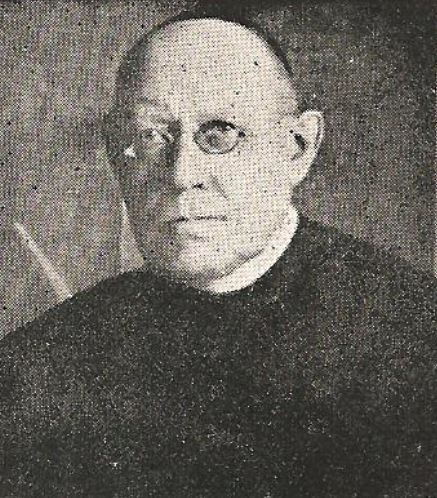
Georg Bauer

Georg Bauer (* 23. März 1843 in Neu-Arad, Königreich Ungarn, Österreich-Ungarn; † 6. November 1925 in Timișoara, Königreich Rumänien) war ein Päpstlicher Prälat, Generalvikar und Domherr der Cenader Diözese, seit 1916 Träger des Ordens der Eisernen Krone.

## Leben und Wirken
Georg Bauer besuchte von 1854 bis 1862 das Piaristengymnasium in Temeswar. 1862 begann er hier das Theologiestudium. 1863 wechselte er zum Pester Zentralseminar, wo er am 25. Juli 1867 zum Priester geweiht wurde.
Seine Priesterlaufbahn begann Bauer als Kaplan in Aradsanktmartin (1867–1868), Spiritual im Temeswarer Emericanum (1868–1869), Katechet (1869–1870) und ab 1904 Spiritual an der Josefstädter Lehrerbildungsanstalt der Notre-Dame Klosterschule. Ab 1886 war er Direktor dieser Institution.
1892 wurde Bauer zum Ehrendomherr ernannt, 1900 Bistumszensor und 1904 Rektor des Kleinen Seminärs und des Konvikts. Ab 1906 war Bauer Domherr der Cenader Diözese, ab 1910 Verwalter des Diözesanvermögens und ab 1912 Domerzdechant. 1917 hatte er seine Sekundizfeier (das 50-jährige Priesterjubiläum) in Temeswar. Kurz danach wurde Bauer Generalvikar des Bistums und Päpstlicher Prälat.
Bauer starb 1925 als Canonicus und Kantor. Er wurde von Administrator Augustin Pacha in der Domkrypta in Temeswar beigesetzt.

## Auszeichnungen und Mitgliedschaften
- Ritterorden der Eisernen Krone 3. Klasse (1916)
- Mitglied der Kommission zur Prüfung von Religionslehrern an Mittelschulen
- Mitglied der Kommission für Glaubensfragen (1909)